# Центральная Усадьба Бобровского Лесничества
Центра́льная Уса́дьба Бобро́вского Лесни́чества — посёлок в Бобровском районе Воронежской области России.
Входит в состав Хреновского сельского поселения.

## Население
| 2000 | 2010 | 2021 |
| ---- | ---- | ---- |
| 20   | ↘1   | ↘0   |